# Península de Turner
La península de Turner (en inglés: Turner's Peninsula) es el nombre de una península de 110 km de largo en el sur del país africano de Sierra Leona, se extiende hacia el oeste, paralela a la costa, y está rodeada por el océano Atlántico. La península fue ocupada por los británicos desde 1825 hasta la independencia del país y está habitada a todo lo largo de su longitud.